# 足木俊介
足木 俊介（あしき しゅんすけ、1984年7月13日 - ）は、日本の俳優。
愛知県豊橋市出身。オスカープロモーション所属。

## 人物
- 高校まで野球部に所属。
- 身長181cm、体重65kg。
- 趣味は野球、キックボクシング、格闘技全般、バイクツーリング、釣り、ギター。
- フィギュアスケート選手の鈴木明子は小学校の同級生。
- 足が早く、運動会ではリレーのアンカーを任されていた。俊介の名に恥じぬ俊足ぶり。

## 出演

### テレビ
- 恋愛百景（中村静香の恋人役、テレビ朝日）
- 恋愛百景 ガッツリ男飯デート　おかわり(2008/9/2)　渋谷飛鳥の恋人役。(テレビ朝日)
- 恋愛百景 カップルシートで密着デート(2008/12/2) 森田彩華の恋人役。(テレビ朝日)
- 恋愛百景 卒業スペシャル　それぞれのラブストーリー (テレビ朝日)
- 恋愛百景 五大丼食べ尽くしデート(2009/2/3)　林丹丹の恋人役。(テレビ朝日)
- 恋愛百景 やってはイケナイ！初ドライブデート攻略マニュアル(2009/5/19)　渋谷飛鳥の恋人役。(テレビ朝日)
- 恋愛百景 彼女が誰かを殴るとき…(2009/9/3)　清水由紀・渋谷飛鳥の恋人役。(テレビ朝日)
- RESCUE〜特別高度救助隊 mission 1 & 2 (TBS)
- MR.BRAIN　研究生　(TBS)
- 世紀のワイドショー!ザ・今夜はヒストリー　武田勝頼役　(2012/1/18)
- 悪女について (TBS)　(2012/4/30)
- Shibuya @ Deep(2012/7/21)(NHK)
- ルーズヴェルト・ゲーム　仁科　(TBS)
- 奇跡のリアルタイム(2016/3/31)(日テレ)
- ザ！仰天ニュース(2016/6/1)(日テレ)
- 爆報！THEフライデー(20174/7)(TBS)
- 新宿セブン(2017/12/23)(テレビ東京)
- 奇跡体験！アンビリバボー(2018/1/4)(フジテレビ)
- anone(2018/2/7)(日テレ)

### 映画
- 湾岸フルスロットル
- 湾岸フルスロットル2－ネクスト・バトル－

### 舞台
- タクラマカン（作・演出、秦建日子）（2006/8）
- 月の子供（作・演出、秦建日子）（2007/1）
- 百人芝居◎真夜中の弥次さん喜多さん（脚本・演出、天野天街）
- Sea Man 〜who's that boy〜
- 地図 〜朝焼けに君をつれて〜（作・演出、秦建日子）（2007/3）
- 南條一座 龍美麗・南條影虎 座長襲名披露 (龍美麗・橘大五郎演出)（2007/5）
- 第19回池袋演劇祭参加公演 スプーキーズPresents「蒼い月への扉・白い月への扉」（2007/9）
- こんぱす （脚本・演出、小坂逸）（2007/12）
- Pain （作・演出、秦建日子）（2008/8）
- 劇団夜想会 俺は、君のためにこそ死ににいく （石原慎太郎原作）　田端少尉 役　（2011/4）
- クラゲ荘 逃亡ヒーロー〜望郷篇〜 (脚本・演出、前田万吉) (2011/10)
- パーフェクトボーイファクトリー （脚本・演出、小野真一） (2012/12)
- ホテルマジェスティック（演出星田良子）(2013/3)
- クラゲ荘 メロディー（脚本・演出、前田万吉）薮下 役  (2013/10)
- リリーの予言書（脚本・演出、前田万吉）(2016/10)
- クラゲ荘 才能のない僕らは（脚本・演出、前田万吉）鈴村大地 役  (2019/5)

### PV
- 青山テルマ（WANNA COME AGAIN <featuring SUZUKI ver. , MTV）
- 堀内孝雄（大事な人）
- DJ PMX（NEXT DOOR feat. 大地、Cherry Brown、ONE-G、pukkey）
- ONE☆DRAFT（TRAIN）
- SA.RI.NA（キミの空 feat.MAY'S）